# 长沙窑铜官陶瓷烧制技艺
长沙窑铜官陶瓷烧制技艺是湖南省长沙市铜官窑的陶瓷烧制技艺，从出土的文物考证，铜官窑陶瓷烧制技术在造型、烧制、装饰等方面，构成了全方位的手工制作体系。

## 沿革
长沙窑铜官陶瓷烧制技艺诞生于唐朝。
1988年，在印度尼西亚的勿里洞外海发掘了沉没的阿拉伯商船“黑石号”，打捞出的56500多件长沙铜官窑瓷器，是铜官窑陶瓷烧制技艺成熟的见证，它们珍藏在新加坡亚洲文明博物馆。
2011年，长沙窑铜官陶瓷烧制技艺列入第三批国家级非物质文化遗产。